# Karate Kid: Legends
Karate Kid: Legends er en amerikansk film fra 2025 instrueret af Jonathan Entwistle.

## Medvirkende
- Jackie Chan som Mr. Han
- Ralph Macchio som Daniel LaRusso
- Ben Wang som Li Fong
- Joshua Jackson som Victor
- Shaunette Renée Wilson som Ms. Morgan